# Islas Caimán en los Juegos Olímpicos de Pekín 2008
Las Islas Caimán estuvieron representadas en los Juegos Olímpicos de Pekín 2008 por cuatro deportistas, tres hombres y una mujer, que compitieron en dos deportes.
El portador de la bandera en la ceremonia de apertura fue el atleta Ronald Forbes. El equipo olímpico no obtuvo ninguna medalla en estos Juegos.